# ホン・アウルテネチェ
ホン・アウルテネチェ・ボルデ（Jon Aurtenetxe Borde、1992年1月3日 - ）は、スペイン・アモレビエタ＝エチャノ出身のサッカー選手。SDログロニェス所属。ポジションはDF。

## 経歴
2001年にSDアモレビエタのユースチームでキャリアをスタートさせ、翌年アスレティック・ビルバオのユースチームに移籍した。2009年12月17日、UEFAヨーロッパリーグのヴェルダー・ブレーメン戦でプロデビューを果たした。

## 代表歴
スペイン代表として2009 FIFA U-17ワールドカップに出場しチームは3位になった。2011年にUEFA U-19欧州選手権に出場しチームの優勝に貢献した。

## タイトル

### 代表
- UEFA U-19欧州選手権 : 2011